# بوسیدن جسیکا استین
بوسیدن جسیکا استین (انگلیسی: Kissing Jessica Stein) یک فیلم مستقل و کمدی رمانتیک است که توسط جنیفر وستفلت نوشته و تهیه شده‌است. از بازیگران مطرح دیگر آن توا فلدشو بوده و توسط چارلز هرمان وورم فلد کارگردانی شده‌است.

## داستان
جسیکا آستین بیست و هشت ساله یک روزنامه‌نگار جذاب، یهودی و عصبی است که ویراستاری روزنامه نیویورک سیتی را برعهده دارد. برادرش دن تازه نامزد شده‌است، بهترین دوستش جون در شرف راه‌اندازی یک خانواده است، و مادرش جودی نگران این است که جسیکا تنها بماند.